# 1959年の大洋ホエールズ
1959年の大洋ホエールズでは、1959年の大洋ホエールズの動向をまとめる。
この年の大洋ホエールズは、森茂雄球団社長が1年だけ、監督を務めたシーズンである。

## 概要
前年オフ、西鉄の三原脩監督が退団し大洋の監督に就任するという情報が明らかになり、ライオンズファンの猛反対で結局三原監督は留任、仕方なく森球団社長が監督に就任する事となった。森監督は三原が扱いやすくなる様にとチームを若手編成する事とし、その結果この年中央大学から入団した桑田武内野手が31本の本塁打を打って「本塁打王」を獲得、同時に王貞治（巨人）・村山実（阪神）・江藤慎一・板東英二（以上中日）・北川芳男（国鉄）といった強敵を抑えて「新人王」を獲得した。投手陣はチーム防御率3.47で最下位だったが、5連覇の巨人や2位の阪神とならびリーグ1位の49完投を記録した。チームは最下位にはなったものの、翌年の初優勝への基礎が出来上がり、そしてオフ、予定通り三原監督が大洋監督に就任した。この年からユニフォームはオレンジと黒が主体となり、1962年まで続くことになる。

## チーム成績

### レギュラーシーズン
| 1 | 遊 | 麻生実男 |
| 2 | 左 | 沖山光利 |
| 3 | 一 | 近藤和彦 |
| 4 | 三 | 桑田武   |
| 5 | 中 | 岩本堯   |
| 6 | 右 | 金光秀憲 |
| 7 | 捕 | 土井淳   |
| 8 | 投 | 鈴木隆   |
| 9 | 二 | 中村敏行 |

| 順位 | 4月終了時 | 4月終了時 | 5月終了時 | 5月終了時 | 6月終了時 | 6月終了時 | 7月終了時 | 7月終了時 | 8月終了時 | 8月終了時 | 9月終了時 | 9月終了時 | 最終成績 | 最終成績 |
| ---- | --------- | --------- | --------- | --------- | --------- | --------- | --------- | --------- | --------- | --------- | --------- | --------- | -------- | -------- |
| 1位  | 巨人      | --        | 巨人      | --        | 巨人      | --        | 巨人      | --        | 巨人      | --        | 巨人      | --        | 巨人     | --       |
| 2位  | 中日      | 4.0       | 国鉄      | 4.5       | 国鉄      | 9.5       | 大阪      | 10.5      | 大阪      | 12.0      | 中日      | 13.5      | 大阪     | 13.0     |
| 3位  | 国鉄      | 5.5       | 中日      | 8.5       | 大阪      | 11.0      | 国鉄      | 12.5      | 中日      | 13.5      | 大阪      | 13.5      | 中日     | 13.0     |
| 4位  | 広島      | 8.0       | 大阪      | 9.5       | 広島      | 15.0      | 中日      | 17.0      | 国鉄      | 14.0      | 国鉄      | 14.5      | 国鉄     | 15.5     |
| 5位  | 大阪      | 8.5       | 大洋      | 10.5      | 中日      | 18.0      | 広島      | 17.5      | 広島      | 16.0      | 広島      | 16.5      | 広島     | 17.0     |
| 6位  | 大洋      | 10.0      | 広島      | 12.0      | 大洋      | 18.5      | 大洋      | 20.5      | 大洋      | 22.5      | 大洋      | 26.0      | 大洋     | 28.5     |

| 順位 | 球団             | 勝 | 敗 | 分 | 勝率 | 差   |
| 1位  | 読売ジャイアンツ | 77 | 48 | 5  | .616 | 優勝 |
| 2位  | 大阪タイガース   | 62 | 59 | 9  | .512 | 13.0 |
| 2位  | 中日ドラゴンズ   | 64 | 61 | 5  | .512 | 13.0 |
| 4位  | 国鉄スワローズ   | 63 | 65 | 2  | .492 | 15.5 |
| 5位  | 広島カープ       | 59 | 64 | 7  | .480 | 17.0 |
| 6位  | 大洋ホエールズ   | 49 | 77 | 4  | .389 | 28.5 |

## オールスターゲーム
| ファン投票 | 選出なし |        |        |        |
| 監督推薦   | 秋山登   | 鈴木隆 | 土井淳 | 桑田武 |

## できごと
- 7月5日 - 大洋対広島戦で、2回に幸田優は先頭打者の大和田明を三振、振り逃げで出塁、その後タイムリーによる1失点を挟んで3奪三振で、日本プロ野球史上初の1イニング4奪三振[2]
- 9月27日 - 桑田武が日本プロ野球新人最多本塁打新記録の30本塁打。
- 11月20日 -監督に三原修が就任[3]。

## 表彰選手
| リーグ・リーダー | リーグ・リーダー | リーグ・リーダー | リーグ・リーダー |
| 選手名           | タイトル         | 成績             | 回数             |
| ---------------- | ---------------- | ---------------- | ---------------- |
| 桑田武           | 新人王           |                  |                  |
| 桑田武           | 本塁打王         | 31本             | 初受賞           |

| ベストナイン |
| ------------ |
| 選出なし     |